# Peter Carruthers (Physiker)
Peter Ambler Carruthers (* 1935 in Lafayette, Indiana; † 3. August 1997 in Tucson) war ein US-amerikanischer theoretischer Physiker.
Carruthers studierte am Carnegie Institute of Technology (Abschluss 1957) und promovierte 1960 an der Cornell University bei Hans Bethe. Danach wurde er Professor in Cornell und von 1973 bis 1980 Leiter der Theorieabteilung am Los Alamos National Laboratory. Danach war er Senior Fellow des Labors und Leiter der Theoriegruppe für Elementarteilchenphysik und Quantenfeldtheorie. 1986 wechselte er an die University of Arizona, wo er Leiter der Physik-Fakultät war und Direktor des dortigen „Centers for the Study of Complex Systems“. 1983 war er einer der Gründer des Santa Fe Institute. 
Neben Elementarteilchenphysik und Quantenfeldtheorie (zuletzt insbesondere Vielteilchenproduktion von Hadronen) beschäftigte er sich mit nichtlinearer Dynamik, Quantenoptik, Hydrodynamik, Astrophysik (Statistik und Dynamik von Galaxien).
Er war verheiratet und hatte zwei Töchter.

## Schriften
- Introduction to unitary symmetry. Interscience, 1966
- mit Robert Brout: Lectures on the many electron problem. Interscience, 1963
- Spin and Isospin in particle physics. Gordon and Breach, New York 1971